# John Gardiner, barone Gardiner di Kimble
John Gardiner, barone Gardiner di Kimble (17 marzo 1956) è un politico britannico.
Il 23 giugno 2010 entrò a far parte della paria a vita ed ottenne il titolo di barone Gardiner di Kimble, di Kimble, villaggio della contea del Buckinghamshire.
L'11 maggio 2021 fu nominato Vice Presidente Speaker della Camera dei Lord.
Sposato con la scultrice Olivia Musgrave, vive a Londra e nel Suffolk ed è socio della fattoria di famiglia a Kimble, nel Buckinghamshire.